# منتخب إيران لكرة السلة على الكراسي المتحركة للرجال
منتخب إيران لكرة السلة على الكراسي المتحركة للرجال (بالفارسية: تیم ملی بسکتبال با ویلچر ایران) هو ممثل إيران الرسمي في المنافسات الدولية في كرة السلة على الكراسي المتحركة
.